# 2019 au Venezuela

## Chronologie

### Janvier 2019
- Mercredi 23 janvier 2019 :
  - Le chef de l'opposition Juan Guaidó prête serment en tant que président du Venezuela, le président de facto Nicolás Maduro ne le reconnaissant pas[1].
  - Les États-Unis, le Canada et plusieurs pays d'Amérique latine reconnaissent le chef de l'opposition Juan Guaidó comme président du Venezuela[2].
  - Le président Nicolás Maduro dit que Caracas rompt les relations diplomatiques avec les États-Unis, donnant 72 heures aux diplomates américains pour quitter le pays. Juan Guaidó, à son tour, demande aux diplomates des pays qui l'ont reconnu comme président de rester au Venezuela[3].